# Villalonquéjar
Villalonquéjar es una localidad perteneciente al municipio de Burgos, situada en la comarca de Alfoz de Burgos, provincia de Burgos, en la comunidad autónoma de Castilla y León (España).

## Datos generales
En 2024 contaba con 186 habitantes (INE). Está situada 5 km al oeste de la capital del municipio, en la confluencia del río Arlanzón con su afluente, el Ubierna.

## Polígono industrial
El polígono de Villalonquéjar
es el de mayor extensión de la comunidad autónoma
. Iniciado en la época de los Planes de Desarrollo, ha sido ampliado sucesivamente hasta alcanzar las localidades de Villatoro y Quintanadueñas.

## Comunicaciones
- Carretera:  conexión directa por autovía a la A-231, viario interno de la ciudad de Burgos y la circunvalación BU-30.
- Ferrocarril: único tramo en funcionamiento del Santander-Mediterráneo, después de su cierre en 1985, afectado por la variante ferroviaria de Burgos.
- Autobuses urbanos: línea 19. Prolongación de la línea 3. Autobuses urbanos de Burgos Archivado el 10 de octubre de 2022 en Wayback Machine.
- Transporte a la demanda: ruta Villagonzalo Arenas- Villalonquéjar- Burgos.

## Estación depuradora de aguas residuales (EDAR)
Anexo al núcleo poblacional de Villalonquejar, se encuentra la EDAR de Burgos

## Historia
Lugar que formaba parte, del Alfoz y Jurisdicción de Burgos en el partido de Burgos, uno de los catorce que formaban la Intendencia de Burgos durante el periodo comprendido entre 1785 y 1833, tal como se recoge en el Censo de Floridablanca de 1787. Tenía jurisdicción de realengo con alcalde pedáneo.
Antiguo municipio de Castilla la Vieja en el Partido de Burgos código INE- 095179 que en el censo de la matrícula catastral contaba con 19 hogares y 79 vecinos, que entre el censo de 1857 y el anterior desaparece al quedar integrado en el municipio Burgos.
Popularmente, también recibe el nombre de Villalón.

## Monumentos
- Iglesia de Santa María Magdalena.
- Puente romano de Villalonquéjar